# David Neville (atléta)
David Neville (Merillville, Indiana, 1984. június 1. –) olimpiai bajnok amerikai rövidtávfutó.

## Pályafutása
Neville 2008-ban fedett pályás országos bajnok lett 400 méteren. A 2008-as fedett pályás világbajnokságon az elődöntőig jutott, és a 12. helyen végzett. Hazája olimpiai válogatóján új egyéni legjobb idővel 44,61 másodperccel harmadik helyen kvalifikálta magát a pekingi játékokra 400 méteres síkfutásban.
A 2008-as olimpián bronzérmet szerzett 400 méteren, a 4 × 400 méteres váltó tagjaként pedig új olimpiai csúcsot futva lett olimpiai bajnok.